# Ivan Goudovitch
Le comte Ivan Vassilievitch Goudovitch (en russe : граф Иван Васильевич Гудович) (1741–1820) est un noble russe et une personnalité militaire d'ascendance ukrainienne. Ses faits d'armes incluent la prise de Khadjibeï (aujourd'hui Odessa) en 1789 et la conquête maritime du Daghestan en 1807.
Son buste fut taillé dans le marbre par Louis-Marie Guichard en 1810.

## Biographie
Son père était un membre influent des cosaques. Il envoie ses fils à l'université de Königsberg et aussi à l'université de Leipzig. De retour à Saint-Pétersbourg en 1759, il rejoint l'Armée impériale russe où il sera aidé par son frère André qui est aide de camp de Pierre III.

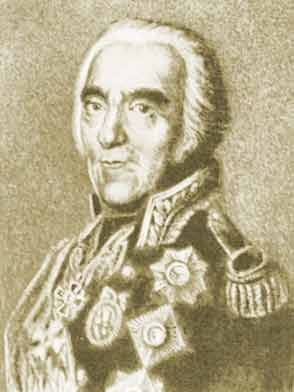
Le général Goudovitch

Après le coup d'état de 1762, les frères Goudovitch sont emprisonnés. C'est la guerre russo-turque de 1768-1774 qui donne à Ivan un rôle lorsqu'il se distingue à Khotyn, aux batailles Larga (en) et de Kagoul. Puis vinrent dix années mêlant service dans l'armée et gouvernance de Riazan, Tambov, et de la Podolie.
Sa réputation provient surtout de sa participation à la guerre russo-turque de 1787-1792. Lors de la prise de Khadjibeï en 1789, il participe à la prise de Kilia qui est une forteresse qui contrôle le Danube. Il est remplacé sur ordre de Grigori Potemkine par Alexandre Souvorov et part dans le Caucase participer à la prise d'Anapa.
Un courtisan, Valérien Zoubov, est nommé chef des opérations de l'expédition perse de 1796. Dépité il se retire du service actif. À la mort de Catherine II, son successeur Paul lui rappelle son allégeance et le nomme comte et commandant en chef des armées du Caucase en 1806. Il mène ses troupes vers la mer Caspienne, battant les khans de Derbent, de Chaki et de Bakou. Après qu'il eut vaincu les 24 000 hommes de Youssouf Pacha à la bataille d'Arpatchaï (en), il fut élevé au rang de maréchal. Cette victoire lui coûta l'œil gauche et la perte de la capacité à un commandement effectif. Il participe ensuite à la conquête maritime du Daghestan en 1807.
En 1808, échoue à prendre Erevan et va faire retraite avec son armée vers la Géorgie.
Fatigué de ces difficultés militaires, Goudovitch abandonne ses charges et se retire à Moscou, qu'il va gouverner pendant trois ans. L'âge avançant, il se retire en Podolie, dans le domaine qu'il a hérité de son beau-père, le comte Kirill Razoumovski. Il meurt à l'âge de 80 ans et est enterré à la cathédrale Sainte-Sophie de Kiev.